# Peshawar
Peshawar es la capital de la provincia de Jaiber Pastunjuá en Pakistán, y fue el centro administrativo de las Áreas tribales de Administración Federal, aunque no haya sido la capital de dicho territorio. Fue fundada por Kaniska, rey del Imperio kushán, en el siglo II d. C. (poco antes del año 144) y es una de las ciudades más antiguas del Asia del Sur.

## Etimología
El nombre Peshawar deriva del sánscrito Puruṣapura (ciudad de varones, o ciudad de Dios).
En idioma pastún se llama Pekhawar o Peshawar (dependiendo del dialecto), y en la lengua nativa hindko se llama Pishor.

## Historia
Las áreas que originalmente pertenecían a las tribus orientales de los escitas, posteriormente formaron parte del Imperio persa. También estuvieron brevemente bajo la influencia griega y luego fueron conquistadas por los árabes quienes trajeron el islam. Fue uno de los centros del Imperio durrani. Hoy en día es una de las principales ciudades de Pakistán al oeste del río Indo.
Antiguamente hubo un gran asentamiento llamado Purushapura, fundado por Kanishka, el rey de Kushans, en el área del actual Peshawar. Purushpura creció como el mayor centro de aprendizaje budista hasta el siglo X y fue la capital del reino greco-indio de Gandhara. Durante ese tiempo, la estupa de Kanishka en las afueras de Peshawar, fue el edificio más alto del mundo, alcanzando cerca de los 200 metros.
La actual ciudad fue fundada durante el período mogol, en el siglo XVI por Akbar, durante el cual recibió el nombre de Peshawar. Durante gran parte de su historia, la ciudad fue uno de los principales centros de la antigua Ruta de la Seda y un importante cruce de rutas entre varias culturas del Sur, Centro de Asia y el Medio Oriente.
En 1947, Peshawar se integró al reciente estado de Pakistán y emergió como un centro cultural en el noroeste del país. La partición de la India causó la emigración de hindúes y sijistas quienes concentraban posiciones claves en la economía de Peshawar. La Universidad de Peshawar fue establecida en la ciudad en 1950, enriquecida por la anexión de institutos de la era británica. Hasta mediados de los '50, Peshawar mantenía su estructura antigua de ciudad dentro de murallas, con dieciséis puertas. En los '60, sirvió como base para operaciones de espionaje de la CIA contra la Unión Soviética, con el incidente del avión espía U-2 derribado por los soviéticos en 1960. Tanto en esa década como la siguiente, Peshawar fue una parada importante en la famosa ruta hippie.
Durante la guerra Afgano-soviética, Peshawar sirvió como un centro político para la CIA y para el entrenamiento de servicios de inteligencia muyahidines. También fue el principal destino para los refugiados afganos. Para 1980, 100.000 refugiados por mes entraban a la provincia, con el 25% de todos ellos viviendo en el distrito de Peshawar en 1981. El arribo de los refugiados alteró drásticamente la infraestructura y demografía de la ciudad. 
Como gran parte del noroeste pakistaní, Peshawar fue reiteradamente afectado por la violencia de ataques talibanes. Distintos santuarios fueron atacados por los islamistas. En 2013 la Iglesia de Todos los Santos fue destruida por un ataque suicida. El caso más relevante fue la masacre escolar del 2014 en la cual militantes talibanes asesinaron a 132 niños.
Si bien Peshawar sufrió 111 actos de terrorismo en el 2010, este número descendió a 18 para el 2014 para seguir reduciéndose gracias a la operación Zarb-e-Azb.

## Demografía
Es una de las ciudades más grandes y principales del país y la más poblada de la provincia. El idioma principal que se habla en Peshawar es el pashto, mientras que algunos hablan hindko. El urdu se entiende en toda la ciudad.
La población del distrito de Peshawar en 1998 era de 2.026.851. El crecimiento anual está estimado en 3,29%, siendo en el 2016 la población estimada en 3.405.414. Peshawar es la sexta ciudad más poblada de Pakistán y la mayor de Khyber Pakhtunkhwa.
Las lenguas nativas más habladas en Peshawar son el pastún y el hindko, aunque el inglés se usa en las instituciones educativas y el urdu es entendido en la ciudad. El distrito de Peshawar es mayoritariamente pasto-hablante, mientras que la minoría hindko-hablante está concentrada en la ciudad antigua. Este grupo ha asimilado cada vez más elementos del pashto y el urdú en su lenguaje. 
Peshawar es ampliamente musulmana, siendo el 98,5% de la población de acuerdo con el censo de 1998. Los cristianos son la segunda religión mayoritaria con aproximadamente 20.000 creyentes, mientras que 7.000 miembros de la comunidad Ahmadiyya viven en Peshawar. Hay pocos hindúes y sijistas desde la partición de la India Británica en 1947.

## Generalidades
Localizada en las puertas del Paso de Khyber, cerca de la frontera afgana, es la capital económica, comercial, política y cultural de los pastunes en Pakistán. Durante la Guerra de Afganistán (1978-1992) se convirtió en la "Casablanca" de Asia occidental, llena de espías, trabajadores, trabajadores de la salud y refugiados.
Su población en 2017 era de 1.970.042 habitantes. Ubicada al lado del paso Khyber, esta ciudad es una conexión entre Pakistán y Afganistán, y posee muchos refugiados e inmigrantes provenientes de este último país. Las principales atracciones de Peshawar incluyen la mezquita de Mahabat Khan, el bazar de Qissa Kahwani y su museo central.